# Borovo
Borovo (cyr. Борово) – wieś w Serbii, w okręgu raskim, w mieście Kraljevo. W 2011 roku liczyła 83 mieszkańców.